# Гутув-Дужи
Гутув-Дужи (пол. Gutów Duży) — село в Польщі, у гміні Грабиця Пйотрковського повіту Лодзинського воєводства.
Населення — 119 осіб (2011).
У 1975-1998 роках село належало до Пйотрковського воєводства.

## Демографія
Демографічна структура станом на 31 березня 2011 року:
|          | Загалом | Допрацездатний вік | Працездатний вік | Постпрацездатний вік |
| -------- | ------- | ------------------ | ---------------- | -------------------- |
| Чоловіки | 66      | 13                 | 41               | 12                   |
| Жінки    | 53      | 4                  | 31               | 18                   |
| Разом    | 119     | 17                 | 72               | 30                   |